# Zentrum für Molekulare Biologie Heidelberg

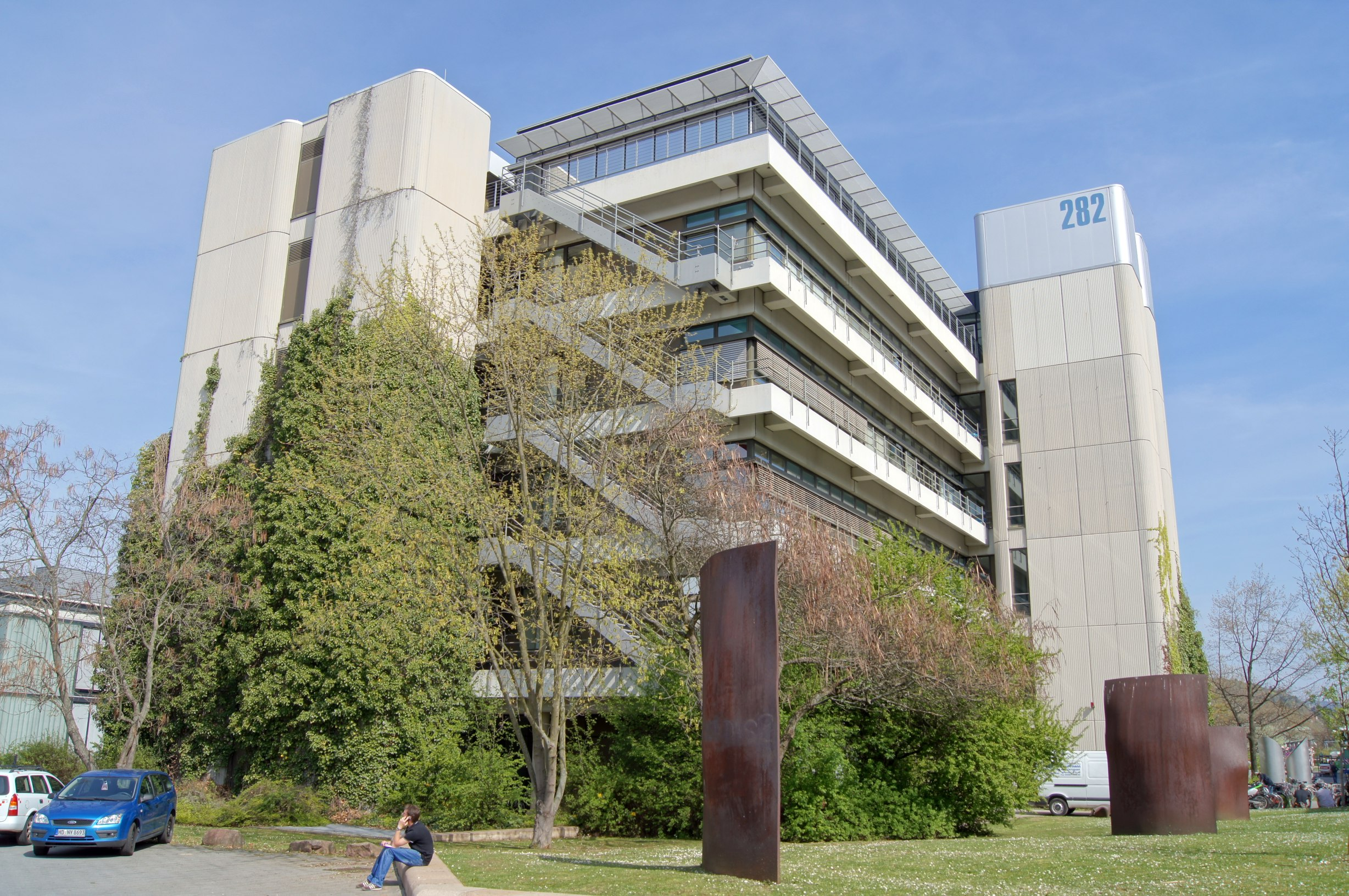
ZMBH-Gebäude auf dem Campus Neuenheimer Feld

Das Zentrum für Molekulare Biologie der Universität Heidelberg (ZMBH) ist eine zentrale wissenschaftliche Einrichtung der Universität Heidelberg. Es widmet sich der molekular- und zellbiologischen Grundlagenforschung und der akademischen Lehre und Ausbildung.

## Geschichte
Das ZMBH wurde 1983 gegründet. Dies geschah aufgrund einer Initiative von Heidelberger Professoren, die durch ihre Ausbildung in den USA das Potenzial der sich stürmisch entwickelnden Molekularbiologie erkannten und darüber hinaus mit den traditionellen Lehrstuhlstrukturen unzufrieden waren. Sie entwickelten ein Konzept für ein neues Forschungszentrum, um eine an internationalen Maßstäben orientierte universitäre molekularbiologische Forschung zu etablieren. Heinz Schaller, Hermann Bujard und Ekkehard Bautz waren die wichtigsten Akteure bei Gründung und Aufbau des ZMBH.
Der Entschluss der BASF AG von 1982, dieses Konzept mit 5 Mio. DM zu unterstützen, war der Anstoß für weitere Aktivitäten, die in der Gründung des ZMBH mündeten. Wichtige Schritte auf diesem Weg waren der Grundsatzbeschluss des Ministerrats des Landes Baden-Württemberg, den „Neubau ZMBH“ zu errichten und die Aufnahme in das Genzentren-Programm des damaligen Bundesministeriums für Forschung und Technologie (BMFT, heutiges Bundesministerium für Forschung, Technologie und Raumfahrt, BMFTR). Die Arbeit wurde 1983 in provisorischen Räumen aufgenommen; das neue Forschungsgebäude konnte 1985 bezogen werden.
Nach seiner Gründung konnte sich das ZMBH als Forschungs- und Ausbildungszentrum etablieren. ZMBH-Wissenschaftler konnten u. a. auf den folgenden Gebieten Beiträge zum Fortschritt der Wissenschaft liefern:
- Grundlagen für einen Impfstoff gegen das Hepatitis-B-Virus
- Entdeckung des Aβ-Peptids als ein Verursacher der Alzheimer-Krankheit
- Grundlagen von Proteinfaltung, -transport und -abbau
- Entwicklung eines häufig eingesetzten regulierbaren genetischen Schalters
- Molekulare Charakterisierung einer Klasse neuronaler Rezeptoren
- Rolle der epigenetischen Prägung bei der Zelldifferenzierung
- Charakterisierung von Schlüsselmolekülen des Kerntransports
- Bedeutung zellulärer Signalmoleküle
- Regulation der Chromosomenverteilung bei der Zellteilung

Seit Dezember 2007 besteht eine enge Zusammenarbeit des ZMBH mit dem Forschungsschwerpunkt Zell- und Tumorbiologie des Deutschen Krebsforschungszentrums (DKFZ) in Form der DKFZ-ZMBH-Allianz mit dem Ziel, Grundlagenforschung und medizinische Fragestellungen miteinander zu verknüpfen und als Modell für die Kooperation von Bundes- und Landesforschungseinrichtungen zu dienen.

## Forschung
Die Wissenschaftler am ZMBH erforschen zentrale molekular- und zellbiologische Prozesse, die vielfach medizinische Aspekte berühren, und leisten Beiträge auf verschiedenen Gebieten der zellulären und molekularen Biologie, Biochemie, Evolutions- und Entwicklungsbiologie sowie des Bioengineering und der synthetischen Genomik.
Forschungsschwerpunkte sind die Steuerung von Zellteilung und -wachstum, die Mechanismen der Entstehung, der Modifikation und des Abbaus von Proteinen und die genetischen, genomischen und biophysikalischen Prinzipien der Genese und Signalsteuerung von Zellen.
Hierbei kommen Modellsysteme, wie z. B. Bakterien, Hefe- und Säugerzellen zum Einsatz. Darüber hinaus stehen den Wissenschaftlern zentrale wissenschaftliche Einrichtungen für Massenspektrometrie und Proteomik, Durchflusszytometrie und Hochleistungslichtmikroskopie zur Verfügung.

## Forschungsgruppen
Am ZMBH arbeiten die folgenden Forschungsgruppen:
- Bernd Bukau – Chaperone und Proteasen
- Daniela Duarte Campos – Bioprinting und Tissue Engineering
- Kerstin Göpfrich – Biophysikalisches Engineering des Lebens
- Ralph Grand – Genregulation bei Säugetieren
- Claudio Joazeiro – Ubiquitin und Neurodegeneration
- Henrik Kaessmann – Evolution von Säugergenomen
- Michael Knop – Systembiologie, Meiose und Signaltransduktion
- Matthias Mayer – Regulation der Proteinkonformation
- Stefan Pfeffer – Cryo-EM-Analyse ribosomaler Komplexe
- Alexander Sasse – KI/ML-Modelle in der Genomik
- Daniel Schindler – Synthetische Mikrobiologie
- Elmar Schiebel – Chromosomensegregation in der Mitose
- Nora Vögtle – Mitochondriale Proteostase
- Rebecca Wade – Molekulare und zelluläre Modellierung

## Infrastruktur
Im ZMBH arbeiten 200–250 Personen. Die Forschungsgruppen werden von Professoren oder von Nachwuchs- und Projektgruppenleitern, deren Stellen zeitlich befristet sind, geleitet. 40 % der Mitarbeiter sind ausländische Wissenschaftler, die aus 25 Nationen kommen. Die Wissenschaftler werden in ihrer Arbeit durch zentrale wissenschaftliche und administrative Einrichtungen unterstützt.
Geleitet wird das ZMBH von einem Direktor, der auf zwei Jahre gewählt wird. Ein wissenschaftlicher Beirat unterstützt die Universitätsleitung und das ZMBH bei der strategischen Ausrichtung und der Bewertung der wissenschaftlichen Leistungen.

## Lehre
Lehrangebote des ZMBH gehen in die Bachelor- und Masterstudiengänge sowie in den Lehramtsstudiengängen BSc/BA Biologie 50 % und M Edu Biologie der Fakultät für Biowissenschaften der Universität Heidelberg ein.
Der englischsprachige Masterstudiengang Molecular Biosciences wendet sich gleichermaßen an deutsche und ausländische Bachelor-Absolventen. Einen weiteren Schwerpunkt bildet die Ausbildung und Betreuung von Doktoranden.
Das Institut nimmt an aus der Exzellenzinitiative entstandenen Netzwerken der Universität, wie z. B. der Graduiertenschule HBIGS (Heidelberg Biosciences International Graduate School) und dem Exzellenzcluster CellNetworks, teil.